# تربلینکا (استان ماسوویان)
تربلینکا (به لهستانی:  Treblinka) یک روستا در لهستان است که در گمینا ماوکینگا گورنا واقع شده‌است. تربلینکا ۳۳۰ نفر جمعیت دارد.